# Анкалагон (млекопитающее)
Анкалагон (лат. Ankalagon saurognathus) — вымершее хищное млекопитающее семейства мезонихид. Обитало в Северной Америке в палеоцене, около 63,3—60,2 млн лет назад.
Известный из палеоценовых отложений в Нью-Мексико, анкалагон — крупнейший из мезонихид палеоцена Северной Америки. Он является лучшим образцом полового диморфизма среди мезонихид.

## Описание
Анкалагон отличался от предкового вида Dissacus своим размером, близким к современному медведю, тогда как его предок, Dissacus, по размеру был близок скорее к шакалу или койоту. Единственным из американских мезонихид, кто превзошёл по размеру анкалагона, были крупные виды раннеэоценового рода пахиена (Pachyaena), такие как P. gigantea и P. ossifraga, которые также достигали размера медведя.
О половом диморфизме можно судить по тому факту, что некоторые челюстные кости были крупнее и имели более массивные коренные зубы, более подходящие для разгрызания костей, чем остальные найденные челюсти. Предполагается, что более крупные челюсти принадлежали самцам.

## Экология
Сильные челюсти, острые загнутые клыки и треугольные коренные зубы (характерные также для других мезонихид) свидетельствуют, что A. saurognathus был хищником, находившимся на вершине пищевой цепи. Массивные коренные зубы самцов свидетельствуют, что самцы также были падальщиками и грызли кости.

## История названия
Название рода происходит от сказочного дракона Анкалагона, упомянутого в «Сильмариллионе» Дж. Р. Р. Толкина, крупнейшего и наиболее злобного из всех драконов Средиземья, одного из могучих слуг злодея Моргота. Согласно Толкину, имя Анкалагон на языке синдарин имеет следующее значение: anc = «челюсть», alag = «стремительный».
Анкалагон был открыт в Нью-Мексико в XIX веке и изначально носил название Dissacus saurognathus. В конце XX века, изучив его останки, Ли Ван Вален пришёл к выводу, что D. saurognathus отличался от сходного вида D. navajovius, как и от других представителей рода Dissacus, и выделил его в отдельный род. Название «Ancalagon», которое он хотел дать роду, оказалось занято среднекембриевым червём-приапулидом Ancalagon minor, которого описал Саймон Конвей Моррис — предполагаемым предком паразитических акантоцефалов. Поэтому Ван Вален заменил в названии букву «c» на «k».
Название вида «saurognathus» переводится как «челюсть ящера».